# Campeonato Sudamericano de Clubes Campeones 1995
El Campeonato Sudamericano de Clubes Campeones 1995 fue la trigésima tercera edición de lo que era el torneo más importante de clubes de baloncesto en Sudamérica.
Esta edición del torneo fue realizada en el Coliseo Vicente Díaz Romero de Bucaramanga, Colombia.
El título de esta edición fue ganado por el Cesp/Río Claro (Brasil).

## Equipos participantes
| País              | Equipo                              |
| ----------------- | ----------------------------------- |
| Argentina 2 cupos | Peñarol Asociación Deportiva Atenas |
| Brasil 1 cupo     | Cesp/Río Claro                      |
| Chile 1 cupo      | Universidad de Concepción           |
| Colombia 1 cupo   | Leopardos                           |
| Ecuador 1 cupo    | Banco Central del Ecuador           |
| Perú 1 cupo       | Club de Regatas Lima                |
| Uruguay 1 cupo    | Asociación Hebraica y Macabi        |